# بخش تیئر
بخش تیئر (به فرانسوی: Arrondissement de Thiers) یک بخش در فرانسه است که در پوی-دو-دم واقع شده‌است.